# Adel Abdelmonem
Adel Abdelmonem (ur. 3 kwietnia 1959) – egipski piłkarz grający na pozycji bramkarza.

## Kariera klubowa
W swojej karierze piłkarskiej Abdelmonem grał w klubie Al-Masry Port Said.

## Kariera reprezentacyjna
W 1986 roku Abdelmonem został powołany do reprezentacji Egiptu na Puchar Narodów Afryki 1986. Z Egiptem wywalczył mistrzostwo Afryki. W kadrze narodowej nie zdołał zadebiutować.